# Lee Joon-hwan
Lee Joon-hwan (19 de junho de 2002) é um judoca sul-coreano. Foi medalhista de bronze nos Jogos Olímpicos de Verão de 2024 em Paris.
Lee ganhou medalhas de ouro no Grand Slam de Tbilisi 2022 e no Grand Slam de Ulaanbaatar 2022.